# この歌詞が刺さった!グッとフレーズ
『この歌詞が刺さった!グッとフレーズ』（このかしがささった!グッとフレーズ）は、TBS系列にて2021年から不定期に放送されている音楽バラエティ番組。

## 概要
2021年3月まで放送されていた、加藤浩次（極楽とんぼ）がMCのバラエティ番組『この差って何ですか?』内のコーナー企画「昭和・平成の流行歌の差」から派生（単独番組化）した、“歌詞特化型”音楽番組である。

## 出演者

### MC
- 加藤浩次（極楽とんぼ）

### アシスタント
- 江藤愛（TBSアナウンサー、第1 - 3・5回 - ）
- 山本里菜（当時TBSアナウンサー、第4回）

## 放送日

### 特番
| 回 | 放送日         | 放送時間（JST）    | ゲスト | 備考        |
| -- | -------------- | ------------------ | --- | ----------- |
| 1  | 2021年7月20日  | 火曜 19:00 - 20:57 | アンミカ、上地雄輔、木村沙織、鬼龍院翔（ゴールデンボンバー）、土田晃之、生見愛瑠、ミキ VTR出演：上白石萌音、きゃりーぱみゅぱみゅ、五郎丸歩、ジェシー（SixTONES）、鈴木啓太、ヒャダイン、細田守、山縣亮太、吉岡里帆                                                                                               | [ 4 ]       |
| 2  | 2021年12月21日 | 火曜 19:00 - 20:57 | アンミカ、井上咲楽、上地雄輔、川谷絵音、鬼龍院翔（ゴールデンボンバー）、土田晃之、深川麻衣 | [ 5 ]       |
| 3  | 2022年2月4日   | 金曜 19:00 - 22:00 | スペシャルゲスト：大黒摩季 アーティストゲスト：青山テルマ、岡崎体育、川谷絵音 スタジオゲスト：いとうあさこ、ガンバレルーヤ、土田晃之、矢作兼（おぎやはぎ） VTRゲスト：今井隆生、尾上松也、清原果耶、錦鯉 | [ 6 ] [ 7 ] |
| 4  | 2022年4月5日   | 火曜 19:00 - 20:57 | アーティストゲスト：岡崎体育、小渕健太郎（コブクロ）、zopp、松岡充（SOPHIA） スタジオゲスト：アンミカ、上地雄輔、高橋茂雄（サバンナ）、チャンカワイ（Wエンジン）、土田晃之 VTRゲスト：上白石萌歌、北村匠海、柴咲コウ、出川哲朗、二宮和也                                                                         | [ 8 ]       |
| 5  | 2022年8月12日  | 金曜 19:00 - 22:00 | アーティストゲスト：川谷絵音、秦基博、水野良樹（いきものがかり） スタジオゲスト：阿佐ヶ谷姉妹、上地雄輔、チャンカワイ（Wエンジン）、土田晃之、目黒蓮（Snow Man）、山之内すず VTRゲスト：有村架純、小野あつこ、向井理                                                                                             | [ 9 ]       |
| 6  | 2022年10月21日 | 金曜 19:00 - 22:00 | アーティストゲスト：小渕健太郎（コブクロ）、高橋優、寺岡呼人 スタジオゲスト：アンミカ、上地雄輔、佐藤栞里、チャンカワイ（Wエンジン）、土田晃之 VTRゲスト：かまいたち、平野紫耀（King & Prince）、本田翼 | [ 10 ]      |
| 7  | 2022年12月29日 | 木曜 18:00 - 22:00 | アーティストゲスト：岡崎体育、小渕健太郎（コブクロ）、橋口洋平（wacci） スタジオゲスト：阿部亮平（Snow Man）、上地雄輔、川村エミコ（たんぽぽ）、佐藤栞里、チャンカワイ（Wエンジン）、土田晃之 VTRゲスト：桐谷健太、近藤春菜（ハリセンボン）、チョコレートプラネット、永瀬廉（King & Prince）、広瀬すず、吉田麻也 | [ 11 ]      |
| 8  | 2023年3月31日  | 金曜 19:00 - 22:54 | アーティストゲスト：小渕健太郎（コブクロ）、秦基博、花村想太（Da-iCE）、miwa VTRゲスト：相葉雅紀、秋元真夏、杉谷拳士、目黒蓮（Snow Man）、山田涼介（Hey! Say! JUMP） スタジオゲスト：岡田結実、影山優佳（当時日向坂46）、上地雄輔、上白石萌歌、チャンカワイ（Wエンジン）、土田晃之                               | [ 12 ]      |
| 9  | 2023年6月23日  | 金曜 19:00 - 22:00 | アーティストゲスト：橋口洋平（wacci）、前川真悟（かりゆし58）、水野良樹（いきものがかり） VTRゲスト：高橋文哉、那須川天心、ヒロミ、福原遥、ホラン千秋、山田裕貴 スタジオゲスト：秋元真夏、チャンカワイ（Wエンジン）、土田晃之、松本若菜、山之内すず                                                              | [ 13 ]      |
| 10 | 2023年12月24日 | 日曜 18:00 - 22:48 | アーティストゲスト：Awich、岡崎体育、橋口洋平（wacci）、秦基博 VTRゲスト：ano、阿部サダヲ、一ノ瀬ワタル、カズレーザー（メイプル超合金）、河村勇輝、仲宗根泉（HY）、仲里依紗 スタジオゲスト：大久保佳代子、岡田結実、セントチヒロ・チッチ、チャンカワイ（Wエンジン）、土田晃之                                    | [ 14 ]      |
| 11 | 2024年4月13日  | 土曜 18:51 - 21:56 | アーティストゲスト：小渕健太郎（コブクロ）、橋口洋平（wacci）、前川真悟（かりゆし58） VTRゲスト：川口春奈、澤部佑（ハライチ）、やす子 スタジオゲスト：岡田結実、近藤春菜（ハリセンボン）、陣内智則、長尾謙杜（なにわ男子）、土田晃之                                                                             | [ 15 ]      |
| 12 | 2024年5月13日  | 月曜 19:00 - 21:50 | |             |
| 13 | 2024年10月13日 | 日曜 21:00 - 22:48 | アーティストゲスト：岡崎体育、こっちのけんと、小渕健太郎（コブクロ）、矢井田瞳 VTRゲスト：萱和磨（パリ五輪体操団体金メダリスト）、齊藤京子、玉森裕太（Kis-My-Ft2） スタジオゲスト：阿部亮平（Snow Man）、飯尾和樹（ずん）、岡田結実、川村エミコ（たんぽぽ）、土田晃之                                            | [ 16 ]      |
| 14 | 2024年12月22日 | 日曜 18:30 - 21:00 | |             |
| 15 | 2025年2月7日   | 金曜 20:55 - 22:00 | |             |
| 16 | 2025年2月21日  | 金曜 20:55 - 22:00 | |             |
| 17 | 2025年3月7日   | 金曜 20:55 - 22:00 | |             |
| 18 | 2025年3月18日  | 火曜 19:00 - 22:00 | |             |
| 19 | 2025年5月3日   | 土曜 18:51 - 20:54 | |             |
| 20 | 2025年6月9日   | 月曜 19:00 - 22:00 | |             |

## 特別編
- 2023年5月20日、長時間特番『一緒にやろう SDGsの日』[注 6]内の1コーナーとして本番組の特別編を生放送。内容は高校でSDGsにまつわる活動を行う生徒に「SDGs歌詞が刺さる名曲」というアンケートを行い、その中から選曲された「瑠璃色の地球」を川越女子高等学校音楽部と上白石萌音が合唱する企画だった[17]。ただ、本番組MCの加藤・アシスタントの江藤は出演せず、同特番総合司会のバナナマン（設楽統・日村勇紀）と日比麻音子（TBSアナウンサー）が進行した。

## ネット局
| 放送対象地域   | 放送局                    | 系列    | ネット状況 |
| -------------- | ------------------------- | ------- | ---------- |
| 関東広域圏     | TBSテレビ（TBS）          | TBS系列 | 【制作局】 |
| 北海道         | 北海道放送（HBC）         | TBS系列 | 同時ネット |
| 青森県         | 青森テレビ（ATV）         | TBS系列 | 同時ネット |
| 岩手県         | IBC岩手放送（IBC）        | TBS系列 | 同時ネット |
| 宮城県         | 東北放送（tbc）           | TBS系列 | 同時ネット |
| 山形県         | テレビユー山形（TUY）     | TBS系列 | 同時ネット |
| 福島県         | テレビユー福島（TUF）     | TBS系列 | 同時ネット |
| 山梨県         | テレビ山梨（UTY）         | TBS系列 | 同時ネット |
| 長野県         | 信越放送（SBC）           | TBS系列 | 同時ネット |
| 新潟県         | 新潟放送（BSN）           | TBS系列 | 同時ネット |
| 静岡県         | 静岡放送（SBS）           | TBS系列 | 同時ネット |
| 富山県         | チューリップテレビ（TUT） | TBS系列 | 同時ネット |
| 石川県         | 北陸放送（MRO）           | TBS系列 | 同時ネット |
| 中京広域圏     | CBCテレビ（CBC）          | TBS系列 | 同時ネット |
| 近畿広域圏     | 毎日放送（MBS）           | TBS系列 | 同時ネット |
| 鳥取県・島根県 | 山陰放送（BSS）           | TBS系列 | 同時ネット |
| 岡山県・香川県 | RSK山陽放送（RSK）        | TBS系列 | 同時ネット |
| 広島県         | 中国放送（RCC）           | TBS系列 | 同時ネット |
| 山口県         | テレビ山口（tys）         | TBS系列 | 同時ネット |
| 愛媛県         | あいテレビ（itv）         | TBS系列 | 同時ネット |
| 高知県         | テレビ高知（KUTV）        | TBS系列 | 同時ネット |
| 福岡県         | RKB毎日放送（RKB）        | TBS系列 | 同時ネット |
| 長崎県         | 長崎放送（NBC）           | TBS系列 | 同時ネット |
| 熊本県         | 熊本放送（RKK）           | TBS系列 | 同時ネット |
| 大分県         | 大分放送（OBS）           | TBS系列 | 同時ネット |
| 宮崎県         | 宮崎放送（MRT）           | TBS系列 | 同時ネット |
| 鹿児島県       | 南日本放送（MBC）         | TBS系列 | 同時ネット |
| 沖縄県         | 琉球放送（RBC）           | TBS系列 | 同時ネット |

## スタッフ
第5回（2022年8月12日放送分）
- ナレーター：山崎岳彦[18]
- 構成：木野聡、村城大輔／中野俊成
- TM：宮崎慶太
- TD：佐藤雅之
- VE：對間敏文
- カメラ：喜友名邦裕
- 音声：和田良介
- 照明：半田圭
- 美術プロデューサー：大沼陽
- 美術デザイナー：西出衣織
- 美術ディレクター：岩谷孝平
- 装置：正代俊明
- 操作：冨千優
- 装飾：佐野沙織
- 植木装飾：藤田国康
- アクリル装飾：青木剛
- 電飾：田谷尚教
- ヘアメイク：大桶恭子
- リサーチ：ジーワン、フォーミュレーション
- 編集：岡田秀夫（イングス）、浅津浩気（ジーリンクスタジオ）、新部裕司（SAIKON）
- MA：三木多聞
- 音効：石崎野乃
- TK：飛田亜也
- 宣伝：小谷有美、杉野千鶴
- デスク：渡辺香織
- 協力：JOYSOUND、PIXTA
- 技術協力：TBS ACT、イングス、ジーリンクスタジオ
- 編成：宮崎真佐子
- 制作進行：田中大和
- AD：笠原怜那、舘りさ子、河村真衣、植木日色、兼子真利亜、川野結、吉川舞
- AP：大賀ゆかり
- キャスティング協力：服部英司
- キャスティングP：梶山智未
- FD：川名良和（合同会社フロアーズANDカンパニー）
- ディレクター：丹川祥一、佐藤智之、齋藤裕弘、中島賢一、藤本翔弥
- 演出：後藤琢磨（NONぷれ）、北川剛大、赤堀哲也（ロックンロール商店）
- 制作プロデューサー：石黒光典（第3回以降）
- プロデューサー：河本恭平（第2回は総合演出）
- 制作協力：フラッグス[19]
- 制作：TBSテレビコンテンツ制作局バラエティ制作一部
- 製作著作：TBS

### 過去のスタッフ
- ナレーター - 佐藤賢治[20]（第1回）、服部潤（第2 - 4回）
- プロデューサー：神田祐子（オフィス神天、第3回まで）